# یواس‌اس اوفلاهرتی (دی‌یی-۳۴۰)
یواس‌اس اوفلاهرتی (دی‌یی-۳۴۰) (به انگلیسی: USS O'Flaherty (DE-340)) یک کشتی بود که طول آن ۳۰۶ فوت (۹۳ متر) بود. این کشتی در سال ۱۹۴۳ ساخته شد.